# The Friend of the Family
The Friend of the Family è un cortometraggio muto del 1909 scritto e diretto da David W. Griffith. Prodotto e distribuito dalla Biograph Company, il film uscì nelle sale USA il 15 luglio 1909.

## Trama
Robert Edmonds, che si vanta di non cedere mai al fascino femminile, cade invece preda del fascino di Estelle Morse, ospite a casa sua durante un ricevimento. L'uomo, ormai schiavo dei sensi, è talmente preso dalla passione, che progetta di lasciare la famiglia. Sua moglie cerca di dissimulare lo strazio che prova, nascondendo anche al figlioletto il suo dolore. Robert tornerà a rinsavire quando Estelle lo lascerà a favore di un altro. L'uomo, pentito, tornerà dalla moglie e dal figlio.

## Produzione
Il film fu prodotto dalla Biograph Company

## Distribuzione
Distribuito dalla Biograph Company, il film - un cortometraggio di 236 metri - uscì nelle sale cinematografiche statunitensi il 15 luglio 1909. Nelle proiezioni, veniva programmato con il sistema dello split reel, accorpato in un'unica bobina con un altro cortometraggio prodotto dalla Biograph e diretto da Griffith, il dramma Tender Hearts .